# قلب یک شیر
قلب یک شیر (انگلیسی: Heart of a Lion؛ ‏فنلاندی: Leijonasydän) یک فیلم درام فنلاندی به کارگردانی دمه کاروکسکی است که در سال ۲۰۱۳ منتشر شد.
فیلم دربارهٔ یک نئونازی به نام «تپو» است که عاشق زنی به نام ساری می‌شود و بعداً درمی‌یابد که فرزند این زن از ازدواج قبلی‌اش، سیاه‌پوست است. این موضوع باعث بروز دردسرهایی برای تپو با هم‌قطاران نئونازی‌اش و به‌ویژه برادر ناتنی‌اش «هاری» می‌گردد.

## بازیگران
- پتر فرانتسن
- یاسپر پکونن
- لائورا برن
- پاملا تولا
- یوسی واتانن
- تیمو لاویکائینن